# Oglodak Island
Oglodak Island ist eine unbewohnte Insel der Andreanof Islands, die zu den Aleuten 
gehören. 
Die 2 km lange und 172 m über dem Meeresspiegel gelegene Insel befindet sich zwischen Atka Island und Tagalak Island.
Der Name des Eilands stammt wahrscheinlich von dem aleutischen Wort Agligak, was so viel wie Albatros bedeutet.